# Chiasmocleis alagoanus
Chiasmocleis alagoanus är en groddjursart som beskrevs av Cruz, Caramaschi och Freire 1999. Chiasmocleis alagoanus ingår i släktet Chiasmocleis och familjen Microhylidae. IUCN kategoriserar arten globalt som otillräckligt studerad. Inga underarter finns listade i Catalogue of Life.